# Kuznețk
Kuznețk (ru. Кузнецк) este un oraș din regiunea Penza, Federația Rusă, cu o populație de 92.05 locuitori.

## Orașe înfrățite
- Jula, Ungaria din  1970
- Dimitrovgrad, Rusia din  1972